# Forcipomyia jocosus
Forcipomyia jocosus är en tvåvingeart som beskrevs av Yu och George C. Maha 1998. Forcipomyia jocosus ingår i släktet Forcipomyia och familjen svidknott. Inga underarter finns listade i Catalogue of Life.